# Cristóbal Ortega
Cristóbal Ortega (ur. 25 lipca 1956 w Meksyku, zm. 2 stycznia 2025) – meksykański piłkarz występujący na pozycji pomocnika.

## Kariera klubowa
Ortega przez zawodową karierę związany był z klubem CF América. Grał tam w latach 1974–1992. W tym czasie zdobył z zespołem pięć mistrzostw Meksyku (1976, 1984, 1985, 1988, 1989), Puchar Mistrzów CONCACAF (1978, 1987, 1991), Copa Interamericana (1978, 1991). W 1991 roku wywalczył także wicemistrzostwo Meksyku. W barwach Amériki wystąpił w sumie 487 razy i zdobył 36 bramek.

## Kariera reprezentacyjna
W reprezentacji Meksyku Ortega zadebiutował 17 maja 1977 roku w zremisowanym 1:1 towarzyskim meczu z Peru. W 1978 roku został powołany do kadry narodowej na mistrzostwa świata. Zagrał na nich w pojedynku z Polską (1:3). Z tamtego turnieju Meksyk odpadł w ćwierćfinale. W 1986 roku Ortega ponownie znalazł się w kadrze na mistrzostwa świata. Tym razem nie wystąpił tam w żadnym meczu, a Meksyk dotarł do ćwierćfinału turnieju. W latach 1978–1986 w drużynie narodowej Ortega rozegrał w sumie 24 spotkania i zdobył 4 bramki.